# CMM Radio
Ràdio Castella-la Manxa (RCM) és l'emissora de ràdio autonòmica de Castella-la Manxa. Va ser creada per decret de les Corts regionals el 26 de maig del 2000, i el 30 de maig del 2001 va començar les seves emissions regulars. Els seus estudis centrals estan situats a la ciutat de Toledo. El seu director és José Luis Bravo, que el juliol del 2002 va substituir Alfonso García, que dirigia la ràdio des del seu inici.
Pot escoltar-se a tota la regió i en àmplies zones limítrofes com Madrid, part de Castella i Lleó (províncies d'Àvila i Sòria), la Comunitat Valenciana, Extremadura, Andalusia, Regió de Múrcia i Aragó.
La programació es basa en fórmula musical i informatius, encara que actualment manca a penes de programació en directe, ja que la fórmula musical està completament automatitzada, amb locucions i presentacions pregravades, mantenint tan sols en directe els butlletins horaris, informatius, un espai esportiu diari i sis programes musicals.
Els Serveis Informatius estan dirigits per Magdalena Aguilar i tenen 4 grans espais: 
- Despierta Castilla-la Mancha - De dilluns a divendres de 7 a 9 h, presentat per Fernando Bernácer.
- Informativo mediodía - De dilluns a divendres de 14 a 15 h, presentat per José Luis Martín.
- Informativo tarde - De dilluns a divendres de 20 a 21 h, presentat per Jesús Espada.
- Informativo fin de semana - Dissabtes i diumenges de 14 a 14:30h, presentat per Juan Martínez.

El programa esportiu Libre y directo s'emet de Diumenge a Divendres de 21 a 22 h, presentat per Manolo Muñoz.
Els programes musicals són: 
- Última parada - De dilluns a dijous de 22 a 23 h, presentat per Glòria Santoro.
- Llévame a la luna - De dilluns a dijous de 23 a 00 h, presentat per José María Cervantes.
- Factoría RCM - Divendres de 22 a 23 h, presentat per Glòria Santoro.
- A nuestro ritmo - Divendres de 23 a 00 h, presentat per Andrés León.
- Pista RCM - Dissabtes de 22 a 00 h, presentat per Carlos Salinas.
- Estrellas en la azotea - Diumenges de 22 a 00 h, presentat per Eva Carrasco.

Existeixen a més dos programes monogràfics: 
- A pie de campo - Dissabtes de 14:30 a 15 h, presentat per Jorge Jaramillo, i dedicat a l'agricultura i ramaderia de la regió.
- Parlament regional - Diumenges de 14:30 a 15 h, presentat per Óscar Castellanos, i dedicat a l'actualitat política de Castella La-Mancha.

Junt amb Castilla-La Mancha TV (CMT) formen l'entre públic Radiotelevisió de Castella-la Manxa.